# Едина Сворен
Едина Сворен (мађ. Edina Szvoren; Будимпешта, 1974) је по образовању музиколошкиња, а поред тога је и мађарска књижевница. Похађала је музичку академију Франц Лист. Потом се запослила као професор солфеђа у средњој музичкој школи Бела Барток у Будимпешти. Након што је освојила награду Европске уније за књижевност, њена дела превођена су на неколико језика, као што су српски, италијански, холандски и турски. 

## Дела
Едина Сворен своја дела објављује редовно од 2005. године. До сада су јој објављене збирке: 
- Pertu[1] (Перту), 2010, 2017
- Nincs, és ne is legyen[2] (Нема и нека не буде), 2012, 2021
- Az ország legjobb hóhéra, 2015, 2021
- Verseim, 2018

- Mondatok a csodálkozásról, 2021

За збирку приповедака Нема и нека не буде, 2015. године, освојила је Награду Европске уније за књижевност, након и због чега су њена дела почела да се преводе на бројне стране језике. На српски језик су до сада преведене Перту и Нема и нека не буде.

## Награде
Добитница је бројних награда и признања у Мађарској. Неке од најзначајнијих је добила почетком своје књижевне каријере: књижевну стипендију Жигмонд Мориц (2009) која се додељује као подршка младим ауторима и награду Шандор Броди (2011) која је заправо новчана награда која се додељује за прву збирку. Након ових, уследиле су и следеће награде:
- Тибор Дери (Déry Tibor-díj), 2010
- Награда Артисјус (Artisjus-díj), 2013
- Атила Јожеф (József Attila-díj), 2014
- Награда Европске уније за књижевност (Európai Unió Irodalmi Díja), 2015
- Миклош Месељ (Mészöly Miklós-díj), 2019
- Награда издавачке куће Либри (Libri irodalmi díj), 2019